# Josephus Thimister
Josephus Melchior Thimister (16. září 1962 Maastricht – 13. listopadu 2019) byl nizozemský módní návrhář a interiérový designér.

## Život
Josephus Thimister se narodil v Maastrichtu rodičům belgického, francouzského a ruského původu. Absolvoval fakultu módy na Královské akademii výtvarných umění v Antverpách. Později pracoval mimo jiné jako asistent Karla Lagerfelda a také ve společnosti House of Patou. V roce 1992 se stal uměleckým ředitelem značky Balenciaga, pro kterou pracoval téměř šest let. Rovněž působil jako interiérový dekorátor pro časopisy Vogue, The World of Interiors a další. V roce 1997 založil vlastní značku nazvanou Thimister. V roce 2006 uvedl na trh kolekci inspirovanou Andym Warholem nazvanou Andy Warhol: Heroes & Icons. Ke konci života žil střídavě v Dublinu a Paříži. V roce 2019 spáchal v Paříži ve věku 57 let sebevraždu. Dlouhodobě bojoval s depresemi.